# Mittelhofen (Stiefenhofen)
Mittelhofen (westallgäuerisch: Mitlhofə) ist ein Gemeindeteil der bayerisch-schwäbischen Gemeinde Stiefenhofen im Landkreis Lindau (Bodensee).

## Geographie
Der Weiler liegt circa ein Kilometer westlich des Hauptorts Stiefenhofen und zählt zur Region Westallgäu.

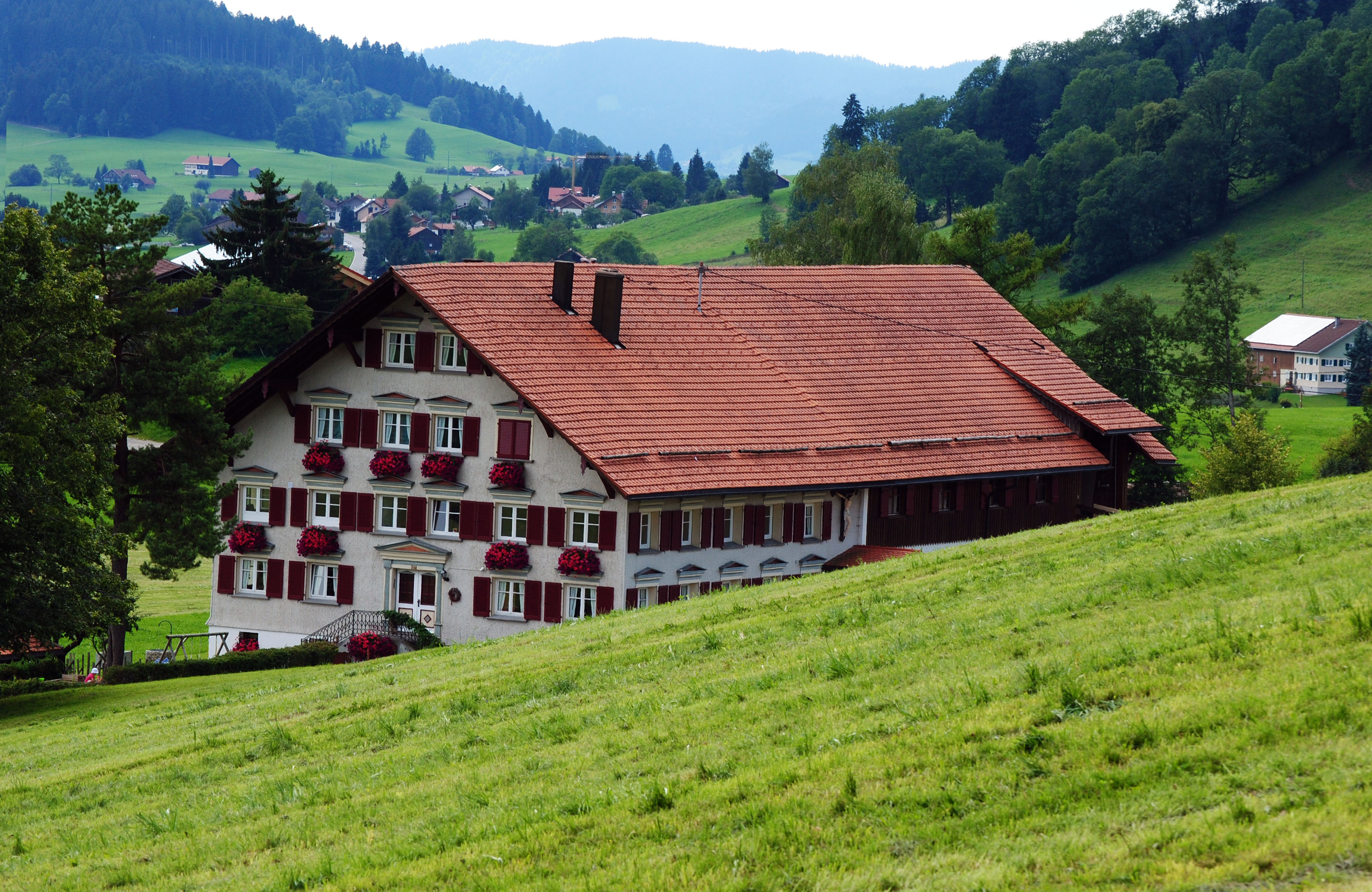
Baudenkmal in Mittelhofen

## Ortsname
Der Name bezieht sich auf die Mittellage eines Hofes, vermutlich in Relation zu den nahen Orten Harbatshofen, Isenbretshofen, Balzhofen und Rutzhofen.

## Geschichte
Mittelhofen wurde erstmals im Jahr 883 urkundlich als Meginfridis erwähnt. 1770 fand die Vereinödung in Mittelhofen mit elf Teilnehmern statt. Im Jahr 1908 wurde die Sennereigenossenschaft Mittelhofen-Rutzhofen gegründet.

## Baudenkmäler
Siehe: Liste der Baudenkmäler in Mittelhofen